# Церковь Святого Иоанна (Мальмё)
Евангелическо-лютеранская церковь Святого Иоанна в городе Мальмё — один из немногих в Швеции памятников национального романтизма в храмовой архитектуре. Построен Акселем Андербергом в 1903—1907 годах в необычных для Скандинавии плавных и округлых формах, характерных для крепнущего в ту пору стиля модерн.
Решение о необходимости новой церкви в активно развивающемся городском районе Мёллеванген было принято в 1901 году, в 1906 году был основан приход Святого Иоанна (эта дата указана над главным входом), а 1 июня 1907 года в день Святой Троицы храм был открыт епископом Готфридом Биллингом.
Здание возведено из красного кирпича на гранитном цоколе, покрыто черепичной крышей. В архитектуре храма Аксель Андерберг использовал до 20 видов различного природного камня. Вопреки традиции, колокольня церкви Святого Иоанна высотой 60 метров размещена не на западе, а в северо-восточной части, рядом с алтарём. Церковь лишена нартекса, вход через главный портал осуществляется прямо в центральный неф.
Интерьер церкви Святого Иоанна изобилует деталями, отсылающими к романской архитектуре. Он исполнен изображениями роз из дерева и камня (роза — символ мученичества Христа), благодаря чему храм получил народное имя «церкви роз». Дубовый резной алтарь Харальда Сёренсена-Ринги интересен редким в иконографии изображением кормящей женщины, слушающей Иисуса. Привлекает внимание кафедра, украшенная пятью резными дубовыми панно Карла Андерсона со сценами из жизни Иисуса — младенца в яслях, двенадцатилетнего Иисуса в храме, его крещения, крестного пути и вознесения.